# 孔惟晊
孔惟晊（？—？），唐朝时兖州曲阜县人。孔子三十八代孫，孔崇基玄孙，孔璲之曾孙，孔萱之孙，孔齊卿之子。
孔惟晊初居宁陵，唐宪宗平定淄青节度使李师道，孔惟晊回到曲阜，留下小弟孔惟时住在宁陵守护先人坟墓。元和十三年（818年），孔惟晊在曲阜为袭封文宣公，为第四代文宣公。任兖州（今山东省济宁市兖州区）参军。朝廷批复五十户以供孔林孔庙洒扫。他六十五岁去世，埋葬在孔林内孔子墓东。有子孔策。

## 参看
- 孔子
- 孔子世家大宗世系
- 孔子世系
- 孔子世家大宗世系图
- 孔子世家总世系图 (中兴祖前)